# Goethe-Gymnasium Stolberg
Das Goethe-Gymnasium Stolberg ist neben dem Ritzefeld-Gymnasium Stolberg eines von zwei Gymnasien in der Stadt Stolberg im Rheinland in der Städteregion Aachen. Es hat aktuell (2024) 684 Schülerinnen und Schüler und befindet sich in der Trägerschaft der Stadt Stolberg.

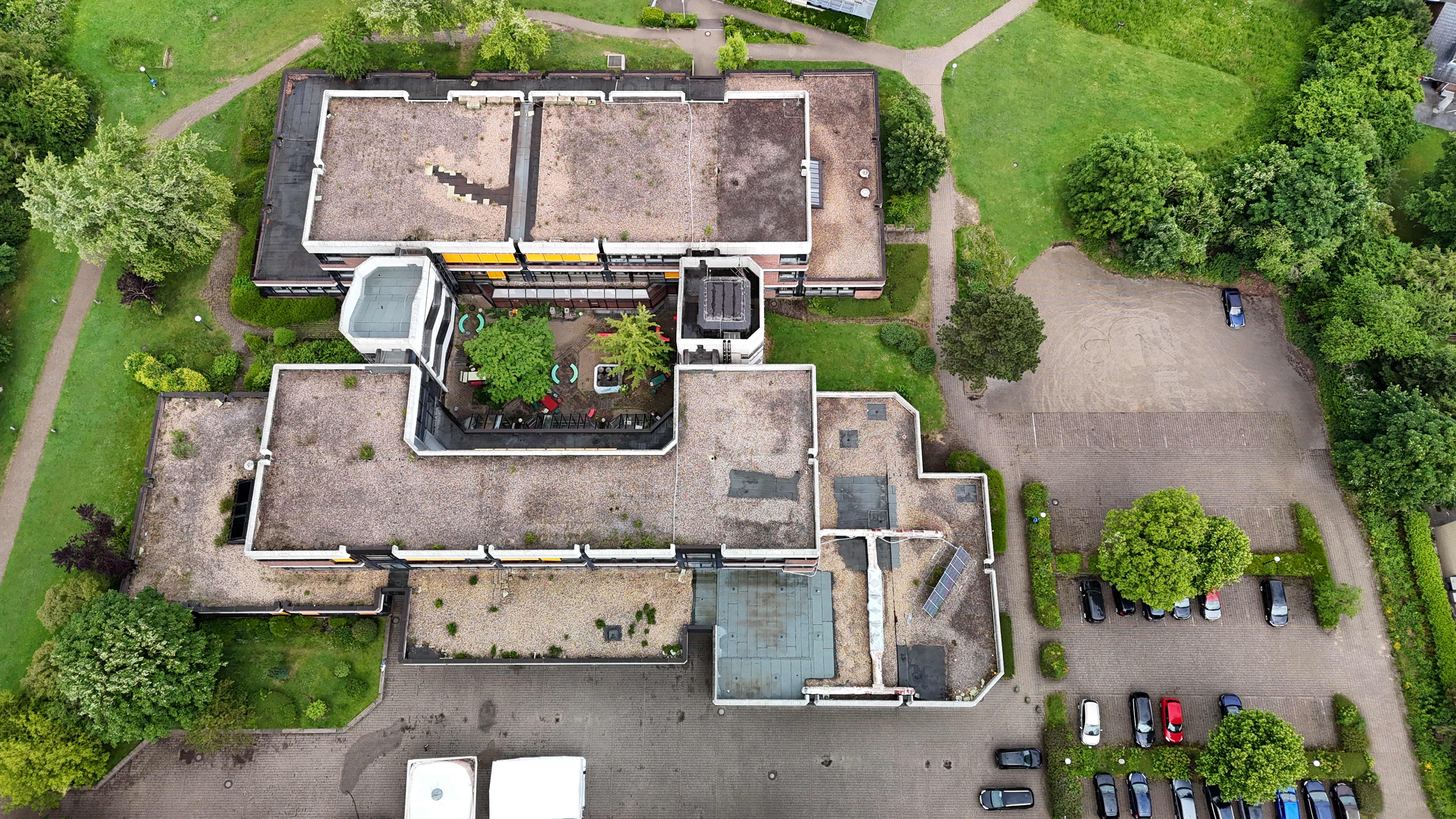
Luftaufnahme

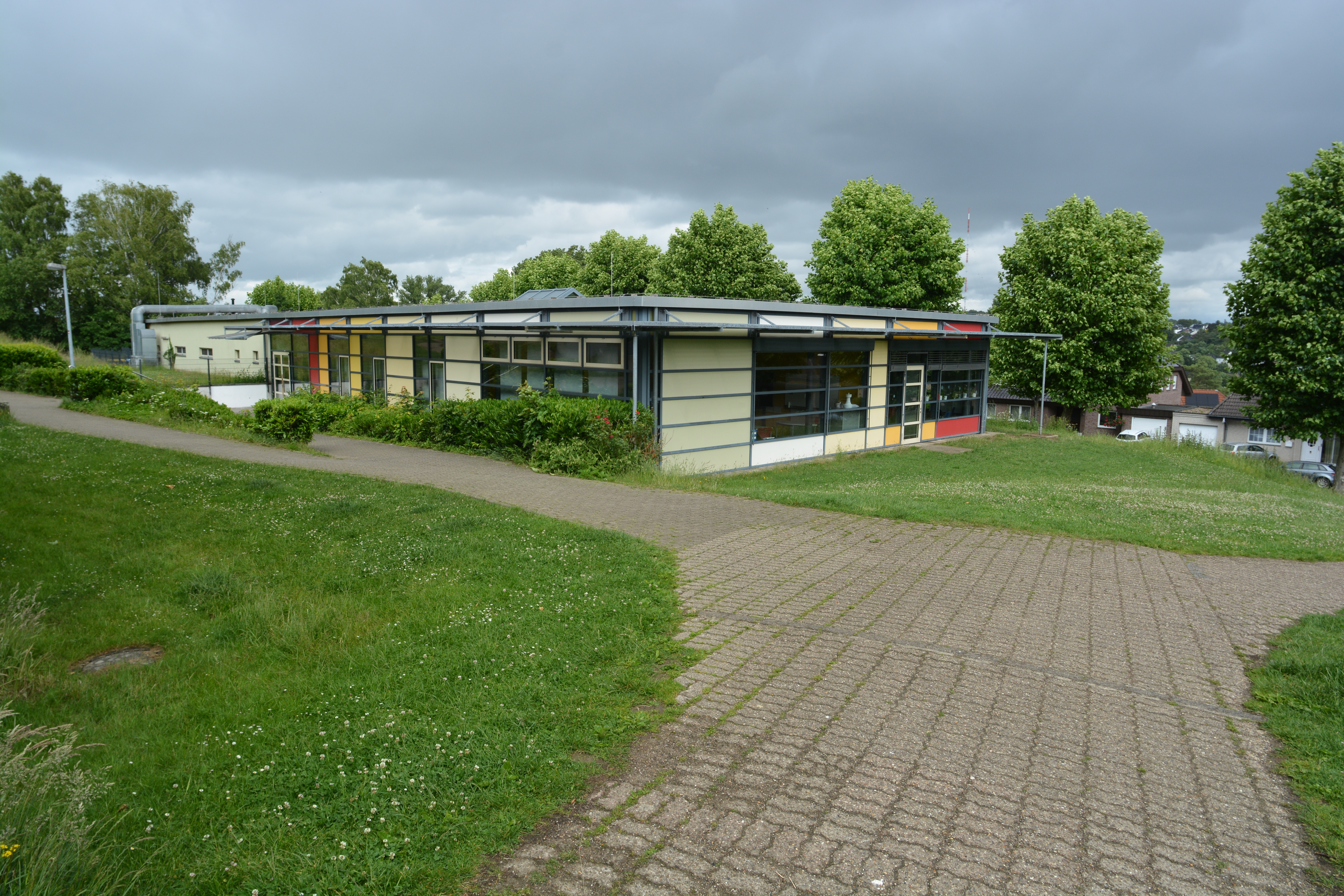
Mensa der Schule

## Geschichte

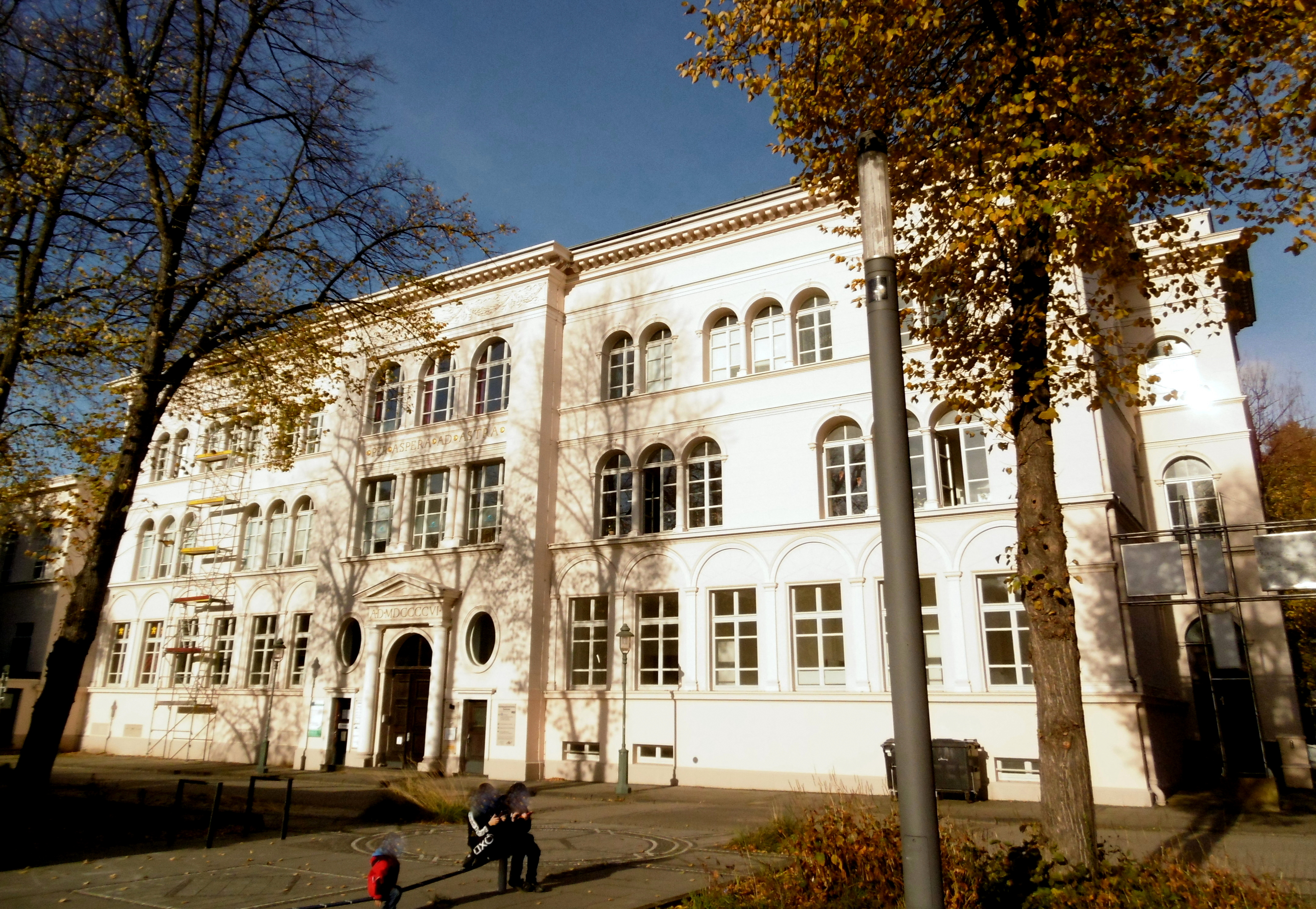
Altes Schulgebäude am Kaiserplatz

1854 gründete Kaplan Scharrenbroich eine private Knabenschule, die 1902 mit der evangelischen Rektoratsschule zusammengelegt wurde, wodurch ein Progymnasium entstand. Nach Beschluss im Jahre 1902 wurde am 20. Juli 1908 das Gymnasium im Neubau am Stolberger Kaiserplatz eröffnet. Die Schule hieß zwischen 1933 und 1945 „Langemarck-Gymnasium“, in Erinnerung an den tragischen Todessturm deutscher Kriegsfreiwilligenregimenter beim Kampf um die Yser bei Langemark am 11. November 1914. Auf Antrag des ersten Schulleiters nach dem Zweiten Weltkrieg wurde es in „Goethe-Gymnasium“ umbenannt. Am 1. September 1978 wurde der Neubau auf der Liester bezogen.

## Leitung
Seit 1999 kommissarisch, bzw. seit 2001 bis zum Ende des Schuljahres 2009/10 war Stefanie Luczak Schulleiterin, unter der sich die Schule am internationalen Comenius-Programm beteiligte. Nach ihrer Pensionierung trat Bernd Decker die Nachfolge an, der zu diesem Zeitpunkt bereits seit 12 Jahren Lehrer am Goethe-Gymnasium war.

## Auszeichnungen
- Das Goethe-Gymnasium ist seit 30. Mai 2006 zertifiziert als Schule ohne Rassismus – Schule mit Courage.[8]
- Im Jahr 2009 folgte die Anerkennung als Europaschule.[9]
- Die Schule ist akkreditierte Erasmus+ Schule.[10]
- 2020 wurde das Goethe-Gymnasium als Fahrradfreundlichste Schule Deutschlands von der AKTIONfahrRAD ausgezeichnet.[11]

## Bekannte Schüler
- Berthold Wolff (1901–1949), Textilhändler
- Ernesto Peltzer (1901–1975), deutsch-venezolanischer Ökonom, Emigrant (Ernst)
- Walter Eversheim (* 1937), Maschinenbauingenieur
- Sigurd Lenzen (* 1947), Arzt und Universitätsprofessor
- Rudolf Behrens (* 1951), Romanist
- Dietmar Sous (* 1954), Schriftsteller
- Ferdinand Gatzweiler (* 1955), ehemaliger Bürgermeister der Stadt Stolberg (SPD)
- Klaus-Michael Vent (* 1957), Schriftsteller
- Jörg Lau (* 1964), Journalist und Autor
- Leander Scholz (* 1969), Kulturwissenschaftler und Schriftsteller
- Martin Blechschmidt (* 1970), Bundestrainer der deutschen Nationalmannschaft im Sitzvolleyball
- Christiane Frantz (* 1970), Sozialwissenschaftlerin
- Aljoscha Zinflou (* 1979), Theater- und Filmschauspieler
- Arndt Kohn (* 1980), Politiker (SPD) und Mitglied des Europäischen Parlaments
- Moritz Bell (* 2006), Radsportler